# Hirundinidae
Famille
Les Hirundinidae (ou hirundinidés en français ou hirondelles) sont une famille de passereaux constituée de 21 genres et de 92 espèces de pseudolangrayens et d'hirondelles.

## Description
Ces oiseaux sont de taille petite à moyenne (de 11 à 22 cm) se nourrissant en vol. Leur corps fuselé porte de longues ailes, et beaucoup d'espèces ont la queue fourchue.

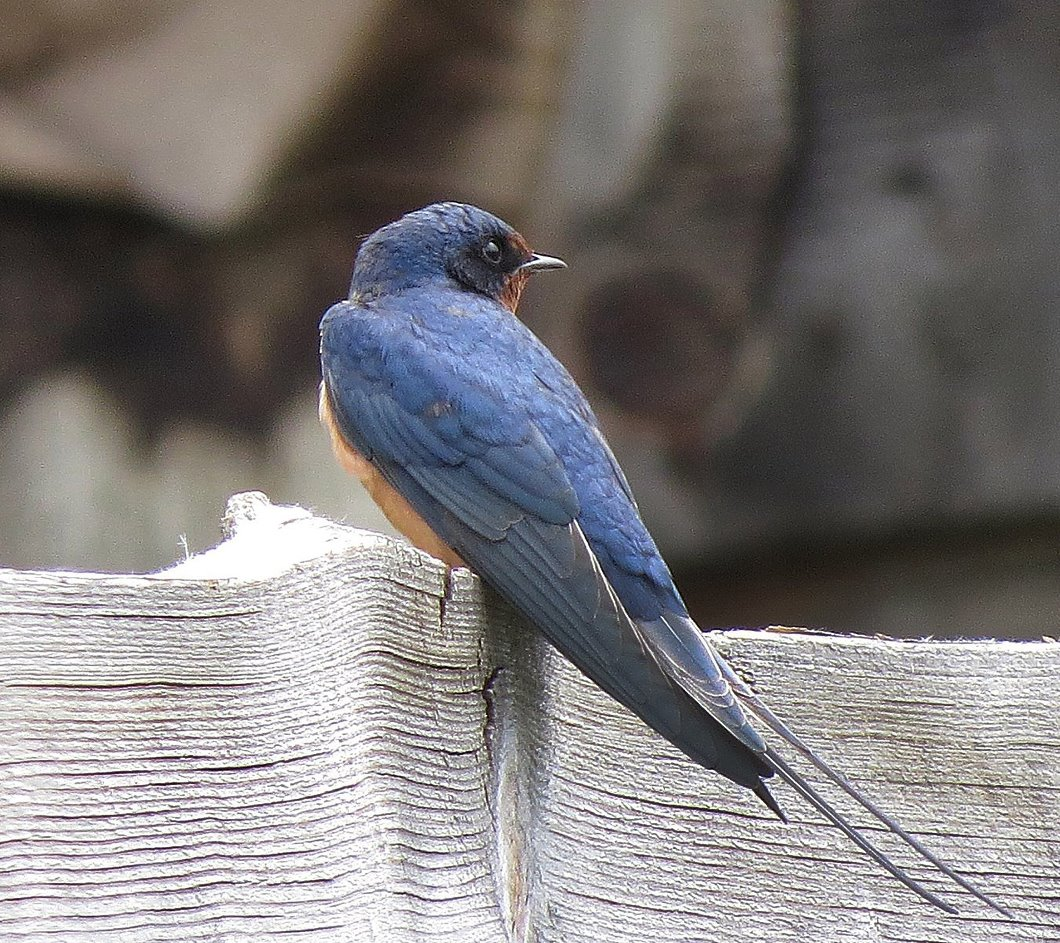
Hirundinidae en Sibérie orientale

## Habitats et répartition
Cosmopolites, ils fréquentent une grande variété de milieux, des régions semi-arides aux forêts, souvent près de l'eau. Ils construisent des nids de terre ou de sable et d'algues agglomérés avec un mélange de mucus et parfois des plumes, fixés sur des parois ou cavités de falaises, grottes, à l'exception d'une espèce (Riparia riparia) qui creuse des terriers dans des parois de sable ou de terre meuble. 

## Liste des genres et espèces
D'après la classification de référence (version 14.2, 2024) de l'Union internationale des ornithologues, il y a 92 espèces d'Hirundinidae réparties en 21 genres.
Liste des genres (ordre phylogénique) :
- Alopochelidon (Ridgway, 1903) – 1 espèce ;
- Atronanus (de Silva TN, Fernando, Robbins, Cooper, JC, Fokam & Peterson, 2018) – 1 espèce ;
- Atticora (Gould, 1842) – 3 espèces ;
- Cecropis (Boie, F, 1826) – 9 espèces ;
- Cheramoeca (Cabanis, 1851) – 1 espèce ;
- Delichon (Moore, F, 1854) – 4 espèces ;
- Hirundo (Linnaeus, 1758) – 16 espèces ;
- Neophedina (Roberts, 1922) – 1 espèce ;
- Orochelidon (Ridgway, 1903) – 3 espèces ;
- Petrochelidon (Cabanis, 1851) – 10 espèces;
- Phedina (Bonaparte, 1855) – 1 espèce ;
- Phedinopsis (Wolters, 1971) – 1 espèce ;
- Progne (Boie, F, 1826) – 9 espèces ;
- Psalidoprocne (Cabanis, 1851) – 5 espèces ;
- Pseudhirundo (Roberts, 1922) – 1 espèce ;
- Pseudochelidon (Hartlaub, 1861) – 2 espèces ;
- Ptyonoprogne (Reichenbach, 1850) – 5 espèces ;
- Pygochelidon (Baird, SF, 1865) – 2 espèces ;
- Riparia (Forster, T, 1817) – 6 espèces ;
- Stelgidopteryx (Baird, SF, 1838) – 2 espèces ;
- Tachycineta (Cabanis, 1851) – 9 espèces